# Baraja charrúa
La baraja charrúa fue un mazo o conjunto de naipes o cartas hechas de trozos de cuero pintados, presumiblemente creadas por Tacuabé. Estas se caracterizan por constituir un préstamo cultural de la baraja española a la que se le incorporó elementos propios.

## Introducción
Según Renzo Pi Hugarte (2014), los ejemplares originales de estas barajas, que pertenecieron a los charrúas que fueron llevados cautivos a Francia en 1833 (Vaimaca Pirú, Senacua Senaqué, Laureano Tacuabé y Micaela Guyunusa), se perdieron, por lo que se conservó la copia que realizó el frenólogo Pierre-Marie Alexandre Dumoutier a mediados de la década de 1830. Paul Rivet publicó en 1930 parte de las notas inéditas de Dumoutier, entre las que estaba la reproducción de los naipes originales.
De los juegos que los charrúas practicaban, existen indicios de que además de las carreras de caballos y competencias con boleadoras, también hacían competencias de naipes. Eran practicados por los hombres y muchos de estos entretenimientos derivaron de procesos de aculturación.
Cuando Rivera remite en 1831 a Gregorio_Espinosa que le sería enviado el botín obtenido de la Matanza del Salsipuedes, le comenta, que en ese botín hay un naipe, que los charrúas usaban para jugar sus juegos de cartas y que el mismo no los comprendía. Hasta el momento, no hay evidencias del paradero del botín por lo que no se puede confirmar si tal naipe coicindía o no con alguno de los tratados en este artículo.

## Descripción
Para Pi Hugarte, la baraja intenta reproducir la baraja española. Rivet opina que «el juego charrúa deriva del juego europeo», pero que «curiosamente, está influenciado por modelos franceses y modelos españoles». Aunque el autor dice que a pesar de estar inspirados en las barajas europeas, «la stylisation des signes et des figures est certainement une conception charrúa» («la estilización de signos y figuras es con certeza una concepción charrúa.»).
La ilustración de Dumoutier representa treinta naipes en tres conjuntos de diez naipes cada uno, que a su vez cada conjunto tiene dos filas de cinco naipes. El conjunto A corresponde al palo «oro», la serie B recuerda al «carreaux» de la baraja francesa, en tanto que sobre la serie C, Rivet dijo que corresponde a los «bastos» de la baraja española, sin embargo, Pi Hugarte manifestó que en la serie C parecen haberse mezclado las espadas y los bastos, estos últimos cuyo dibujo se asemeja a la forma de las mazas ibirapemas usadas por los guaraníes. Por otra parte, Pi Hugarte, a diferencia de Dumoutier y de Rivet, remarcó la omisión de estos autores en apreciar que se trataba de un juego incompleto, que probablemente la elaboración de este mazo se vio interrumpida cuando su autor estaba elaborando los palos tercero y cuarto.
Por lo tanto, la baraja completa procura reproducir a una española de los que se usan en juegos que requieren 40 cartas, como los que eran populares entre los gauchos y paisanos del Río de la Plata en aquella época.

## Conjunto conocido de cartas
|                      | 1     | 2     | 3     | 4     | 5     | 6     | 7     | sota  | caballero | rey   |
| -------------------- | ----- | ----- | ----- | ----- | ----- | ----- | ----- | ----- | --------- | ----- |
| Oro                  |       |       |       |       |       |       |       |       |           |       |
| Carreaux o diamantes |       |       |       |       |       |       |       |       |           |       |
| Espadas              | [ c ] | [ c ] |       |       |       | [ c ] | [ c ] | [ c ] | [ c ]     | [ c ] |
| Bastos               |       |       | [ c ] | [ c ] | [ c ] |       |       |       |           |       |

Notas
1. 1 2  Dumoutier confundió el orden de los naipes españoles, ya que colocó a los caballeros antes de las sotas.
2. 1 2 3 4  Los nombres de los palos son los de los europeos que habrían de representar, ya que no hay vocabulario conocido en idioma charrúa de los mismos.
3. 1 2 3 4 5 6 7 8 9 10  No se conoce el dibujo de este naipe.